# Kölingareds socken
Kölingareds socken i Västergötland ingick i Redvägs härad, före 1932 en del även i Vartofta härad, ingår sedan 1974 i Ulricehamns kommun och motsvarar från 2016 Kölingareds distrikt.
Socknens areal är 73,35 kvadratkilometer varav 64,75 land. År 2000 fanns här 157 invånare.  Kyrkbyn Kölingared med sockenkyrkan Kölingareds kyrka ligger i socknen. 

## Administrativ historik
Socknen har medeltida ursprung. Vid en tidpunkt efter 1546 införlivades Ingareds socken. 2 november 1888 överfördes Haghemmet till Bjurbäcks socken. Före 1 januari 1932 (ändring enligt beslut den 19 juni 1931) ingick en del av socknen, Österbo rote i Vartofta härad och Skaraborgs län. Österbo rote bestod av 4 mantal: Hemmanen Bäckanäs, Hiared, Skrikebo, Vråna, Bränningsås, Grönebo, Kyrkerud, Sandvik, Starrebo och Tranebol.
Vid kommunreformen 1862 övergick socknens ansvar för de kyrkliga frågorna till Kölingareds församling och för de borgerliga frågorna bildades Kölingareds landskommun. Landskommunen uppgick 1952 i Redvägs landskommun som 1974 uppgick i Ulricehamns kommun. Församlingen uppgick 2006 i Redvägs församling.
1 januari 2016 inrättades distriktet Kölingared, med samma omfattning som församlingen hade 1999/2000.  
Socknen har tillhört län, fögderier, tingslag och domsagor enligt vad som beskrivs i artikeln Redvägs härad. De indelta soldaterna tillhörde Älvsborgs regemente, Redvägs kompani och Skaraborgs regemente.

## Geografi
Kölingareds socken ligger väster om Mullsjö kring Tidan och Vållern, med Brängen i öster, Lönern i väster och Jogen i sydväst. Socknen har odlingsbygd i ådalen och vid sjöarna och är i övrigt en kuperad skogsbygd.

## Fornlämningar
Boplatser från stenåldern är funna. Från bronsåldern finns gravrösen och stensättningar. Från järnåldern finns gravar och en domarring.

## Namnet
Namnet skrevs 1360 Kylwingared och kommer från kyrkbyn. Efterleden är ryd, 'röjning'. Förleden innehåller en inbyggarbeteckning med betydelsen 'invånare i Kölaby'.
Namnet skrevs före 1860 Kylingareds socken eller Kyllingareds socken.